# 1887 ve fotografii
Tento článek obsahuje významné fotografické události v roce 1887.

## Události

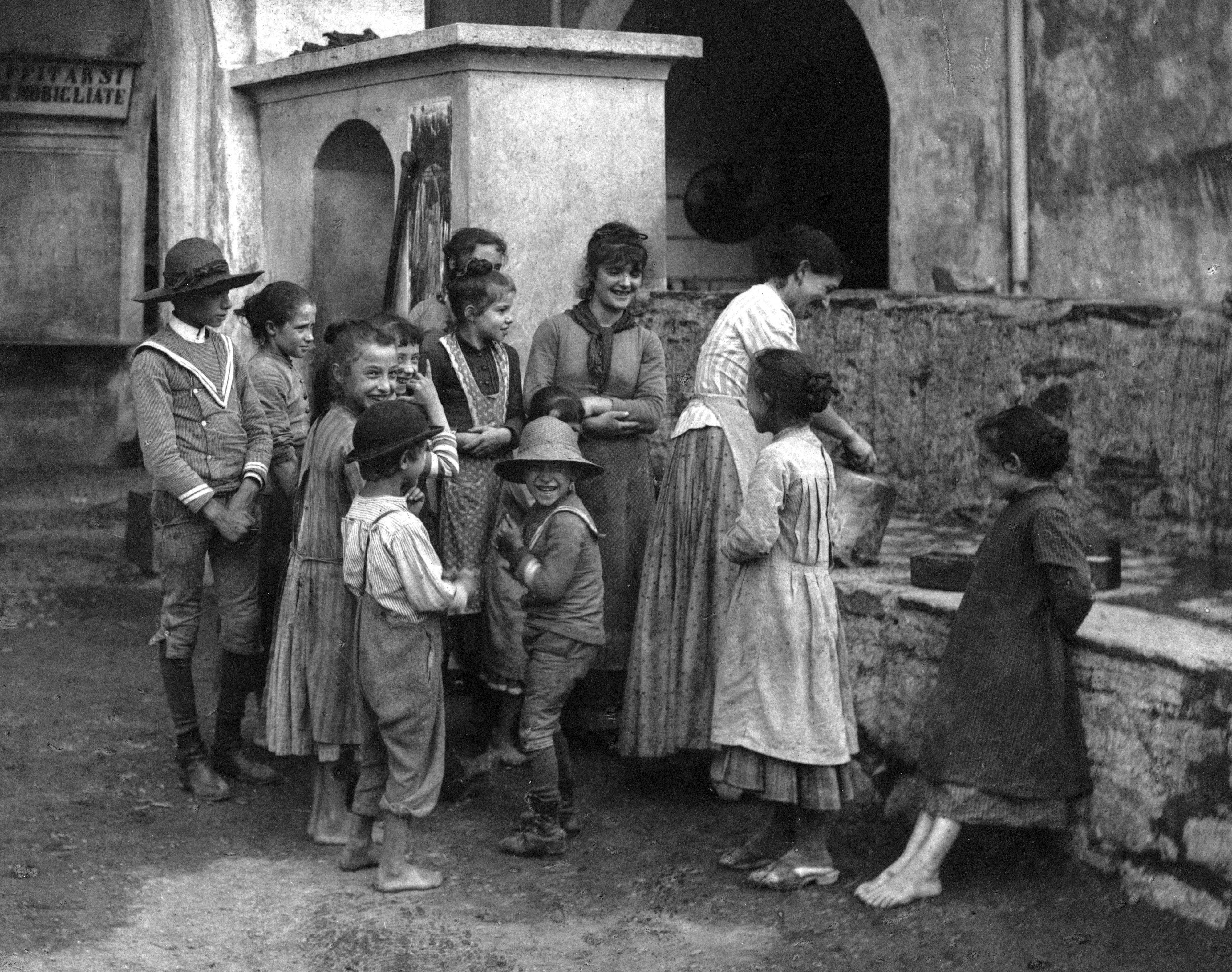
Alfred Stieglitz pořídil fotografii Dobrý vtip

- 2. května – Hannibal Goodwin přihlásil patent na celuloidový svitkový film. Patent mu však nebyl uznán až do 13. září 1898.[1] V tomto období se soudil o práva se společností Eastman Kodak.
- Edward Bausch vynalezl centrální závěrku.[2]
- Gabriel Lippmann vynalezl „metodu reprodukce barevné fotografie založené na interferenci“.
- Byl vynalezen bleskový prášek.
- Jakub Husník obdržel patent na klihotypii.
- Fotograf a vynálezce Eadweard Muybridge zveřejnil 781 světlotisků pod názvem Animal Locomotion a The Human Figure in Motion. Tyto sekvence fotografií pořízených ve zlomcích sekundy od sebe zachycují obrazy různých zvířat a lidí při různých akcích.
- Alfred Stieglitz pořídil fotografii Dobrý vtip

## Narození v roce 1887
- 19. února – Paul Wolff, německý fotograf († 10. dubna 1951)
- 24. února – Arthur Breckon, novozélandský fotožurnalista († 4. září 1965)
- 3. března – Josef Velenovský, písecký malíř a fotograf († 27. května 1967)
- 23. března – Josef Čapek, malíř, spisovatel a fotograf († duben 1945)
- 10. července – Tonka Kulčar-Vajda, chorvatský fotograf († 24. listopadu 1971)
- 16. července – Vladimír Jindřich Bufka, fotograf († 23. května 1916)
- 28. července – Max Burchartz, německý grafik, typograf a fotograf († 31. ledna 1961)
- ? – Olai Fauske, norský fotograf († 1944)
- ? – Boris Lipnitzki, ukrajinsko-francouzský umělecký fotograf (4. února 1887 – 6. července 1971)
- ? – Edouard Kutter starší,  lucemburský fotograf, syn švýcarského rodáka Paula Kuttera, který v roce 1883 založil ateliér v Lucemburku (8. května 1887 († 3. listopadu 1978)
- ? – Jacques Biederer, český fotograf a podnikatel židovského původu žijící ve Francii. Se svým bratrem Charlesem se stali průkopníky erotické fotografie, které se proslavily mimořádnou kompoziční odvahou a explicitností. V jimi provozovaných atliérech Studio Biederer a Ostra, jako jedni z prvních vytvářeli také snímky s tematikou BDSM. Zahynuli v koncentračním táboře. (27. dubna 1887 – po 17. červenci 1942)

## Úmrtí v roce 1887
- 17. února – Leonard de Koningh, holandský malíř, kreslíř, litograf a fotograf (* 20. září 1810)
- 23. února – Caroline Emily Nevill, jedna z prvních anglických fotografek (* 31. května 1829)
- 31. března – Luis García Hevia, kolumbijský malíř a fotograf, první Kolumbijec, který použil techniku daguerrotypie (* 19. srpna 1816)
- 14. května – Hippolyte Bayard, francouzský fotograf a vynálezce (* 20. ledna 1801)
- 20. května – Paul Emile Chappuis, fotograf (* 1816)
- 3. června – Carol Szathmari, rumunský malíř, tiskař a fotograf (* 11. ledna 1812)
- ? – Thomas Annan, skotský fotograf (* 1829)
- ? – David Wilkie Wynfield, britský malíř a fotograf (* 1837)
- ? – William Pywell, americký reportážní fotograf (* 9. června 1843)
- ? – Giuseppe Allegri, italský fotograf (* 1814)
- ? – Fermín Isaza, kolumbijský malíř a fotograf. Byl prvním Kolumbijcem, který si v září 1848 otevřel fotografický ateliér v Medellínu. (* 1809)